# Salento
För andra betydelser, se Salento (olika betydelser).

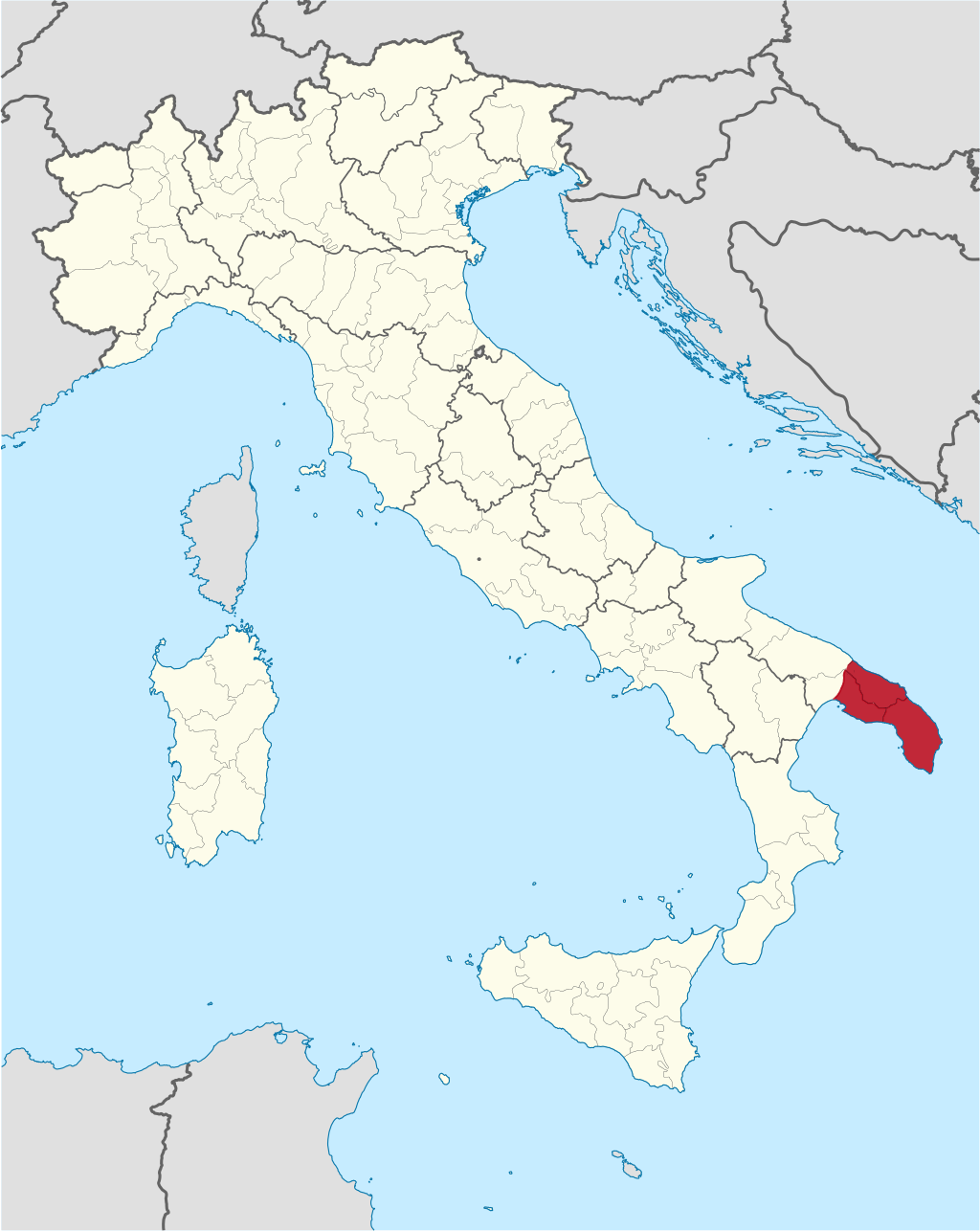
Salento är markerad röd i denna karta över Italien

Salento är den italienska halvö som utgör klacken på den italienska stöveln. Salento tillhör den italienska regionen Apulien och var tidigare del av Magna Graecia och bebodd av den illyriska folkstammen messapierna. Därför kallas området ibland Messapien. På halvön ligger bland annat staden Gallipoli.